# Ladadika

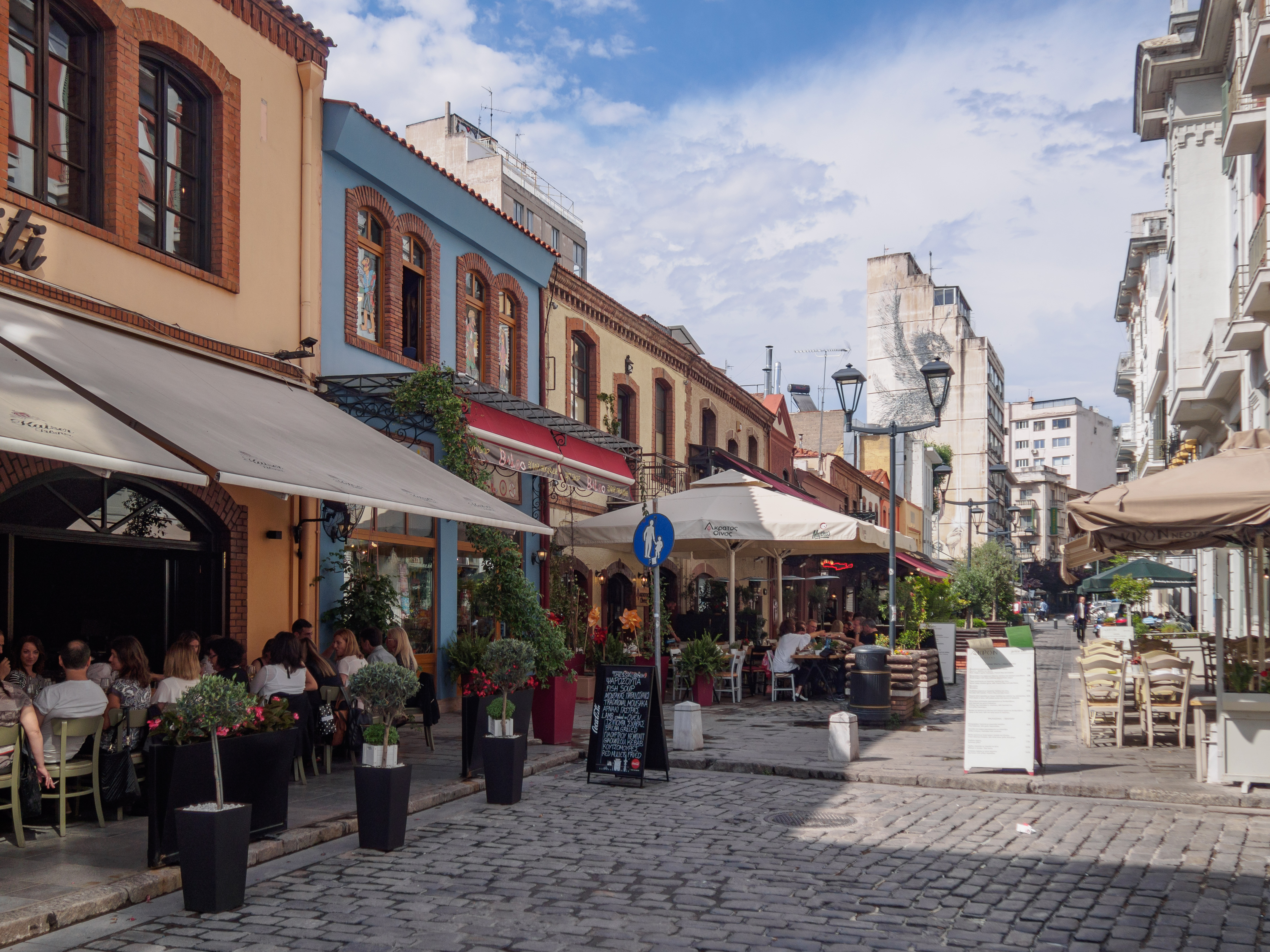
Ladadika, Odos Katouni (Όδος Κατούνη)

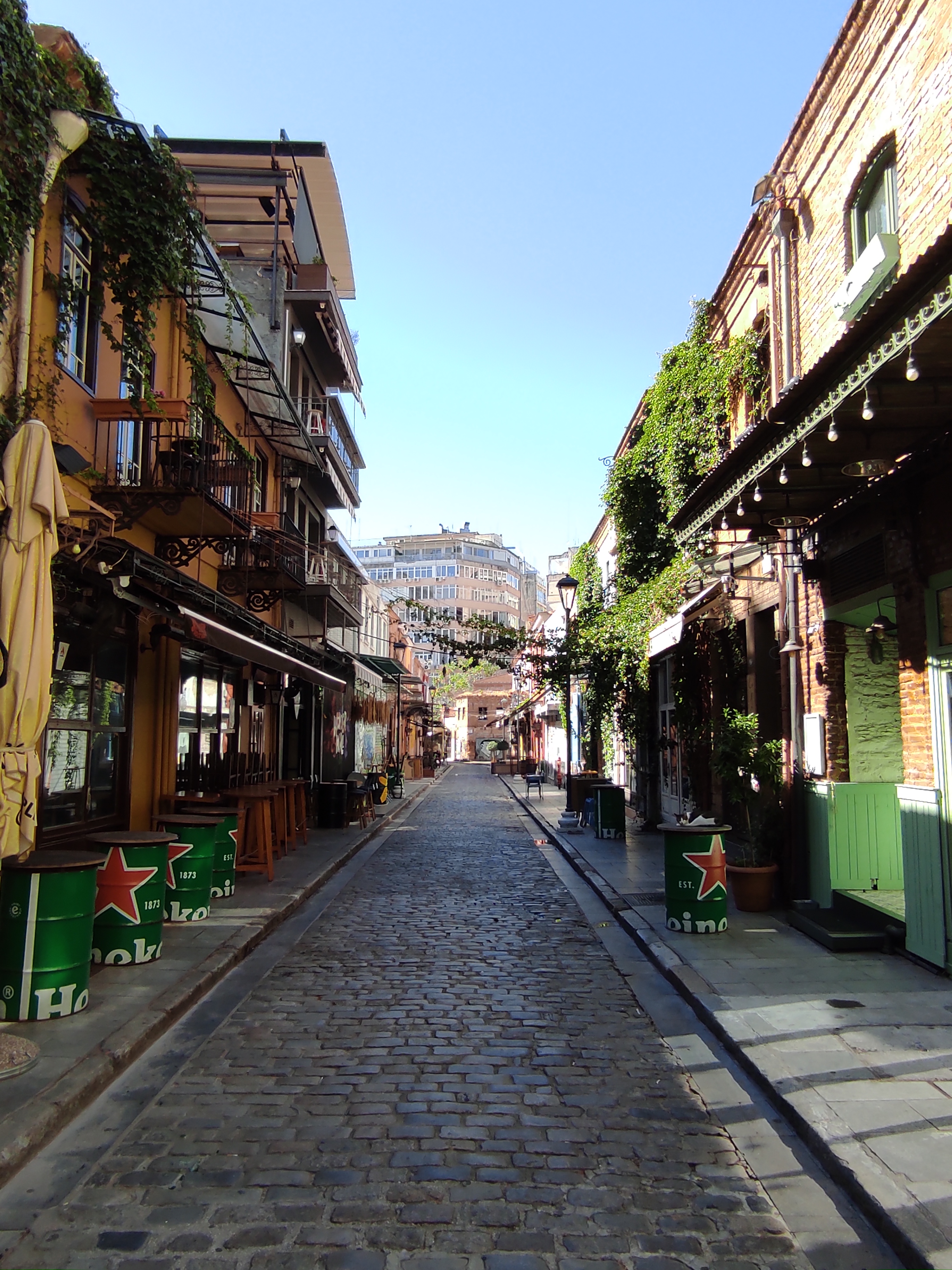
Ladadika, Odos Egyptou (Όδος Αιγύπτου)

Die Ladadika (griechisch Λαδάδικα (n. pl.)) ist ein zentral gelegenes Ausgehviertel in Thessaloniki. Aufgrund seiner erhaltenen Baustruktur aus der Zeit vor dem  Großen Brand von 1917 steht es seit 1985 als Kulturdenkmal unter Schutz.

## Lage
Ladadika befindet sich im westlichen Teil der Innenstadt in der Nähe des  Hafens und unterteilt sich in Ladadika und Ober-Ladadika. Ladadika, wo sich heute der Schwerpunkt des Ausgehviertels befindet, wird im Uhrzeigersinn durch die Straßen Salaminos, Tsimiski, Ionos Dragoumi und Navarchou Koundouriotou begrenzt, während sich Ober-Ladadika nördlich des Straßenzugs Tsimiski-Polytechniou an den Straßen Fragkon, Leon Sofou, Dodekanisou, Vasileos Irakliou und Verias erstreckt. Die Gebietsabgrenzung ist durch das Dekret des Kulturministeriums festgelegt, das das Gebiet als „historische Stätte“ bezeichnet. Es hat eine Ausdehnung von 6,5 Hektar.

## Geschichte
Hier befand sich einst der byzantinische Hafen von Thessaloniki. Während der osmanischen Herrschaft wurde der Hafen zugeschüttet und unter dem Namen Istira entstand in diesem Quartier das Großhandelszentrum der Stadt, über Jahrhunderte einer der wichtigsten Handelsplätze der Stadt. Der Name Ladadika ergab sich aus der Existenz zahlreicher Großhandelsgeschäfte in dem Viertel, in denen hauptsächlich Olivenöl verkauft wurde (griechisch λάδι ‚Öl‘). In dem Gebiet lebten viele  Juden, während das katholische Viertel, in dem sich französische und italienische Händler befanden, die „Frankomachalas“, direkt an Ober-Ladadika angrenzt.
In den Jahren vor dem Ersten Weltkrieg begannen sich viele Bordelle im Viertel anzusiedeln, und nach dem großen Brand in Thessaloniki 1917 verlor das Gebiet an Dynamik. Die Zeit des Niedergangs fand einen Tiefpunkt im großen Erdbeben 1978 und dauerte danach noch bis in die 1990er Jahre an.

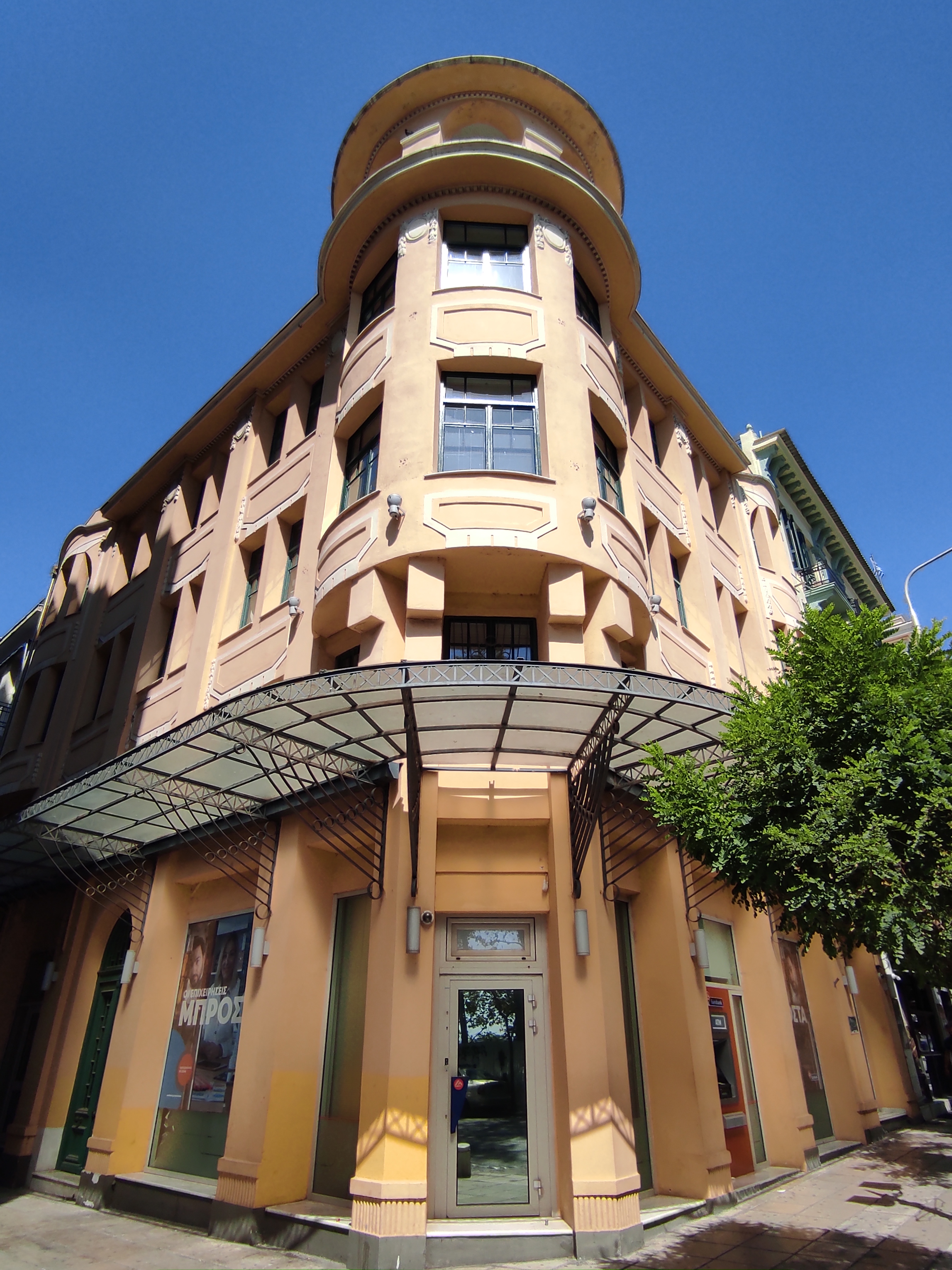
Megaron Syndika, Baujahr 1924

## Architektur
Die besondere Bedeutung des Gebietes liegt darin, dass es trotz seiner geringen Größe einen Eindruck vermittelt, wie die bauliche Struktur von Thessaloniki vor dem  Brand von 1917, der 70 % der Stadt zerstörte, gewesen ist. Es hat seine architektonische Gestalt aus dem 19. Jahrhundert erhalten und wurde deshalb in seiner Gesamtheit ebenso wie zahlreiche Einzelgebäude aus den Jahren 1852 bis 1930 unter  Schutz gestellt.
Die schmalen Straßen und kleinen Plätze mit ihrem Kopfsteinpflaster sind weitgehend dem Fußverkehr vorbehalten. Vor allem abends ist das Viertel mit zahlreichen Bars, Nachtclubs, Musikkneipen, Restaurants,  Ouzerien und Tavernen, dort, wo sich früher Ölgeschäfte und Handelslager befanden, ein beliebtes Ausgehviertel.

## Kritische Stimmen
„Nach dem Erdbeben von 1978 und den frühen 1980er Jahren wurden die meisten dieser heterogenen Gebäude verlassen und das Gebiet fiel zurück in Dritte-Welt-Verhältnisse.(...) Damals wurden die ersten Ideen für eine generelle Sanierung geäußert, die dann in den frühen 1990er Jahren einsetzte. Glücklicherweise wurden die Gebäude dank der möglichen Maßnahmen im Straßennetz vor dem Abriss bewahrt, aber der Weg der Geschmacklosigkeit war eröffnet. In wenigen Jahren verwandelte sich ein größeres Gebiet in einen Fun-Park mit zweifelhafter Ästhetik, als die traditionellen Handelsfunktionen, typisch für einen Markt am  Hafen, auf ein Minimum zurückgingen.“

„Die Modernisierung des Handels im 19. Jahrhundert führte zu einer Erweiterung der Typologien der Märkte und Geschäfte. Ladadika, der Markt im Hafengebiet, ist ein charakteristisches Beispiel. Er ist eine unterscheidbare Einheit, (..) weil seine ursprüngliche urbane und architektonische Gestalt im großen Maße erhalten werden konnte, trotz des bemerkenswerten Nutzungswechsels in den letzten Jahren, als die Geschäfte in zeitgemäße Vergnügungseinrichtungen umgewandelt wurden ebenso wie zweischneidige "Verschönerungen" durch Interventionen von Stadt und Eigentümern vorgenommen wurden.“

## Trivia
Im Lied Ta Ladadika (1994) mit einem Text von Filippos Grapsas und der Musik von Marios Tokas, erstmals aufgeführt von Dimitris Mitropanos, wurde das Rotlichtmilieu romantisiert.